# Prealpi di Svitto e di Uri
Le  Prealpi di Svitto e di Uri sono una sottosezione delle Prealpi Svizzere. 
Si trovano in Svizzera (Canton Svitto, Canton Uri, Canton Zugo, Canton Glarona, Canton Lucerna e Canton Zurigo).

## Delimitazione
Confinano:
- a nord con l'altopiano centrale svizzero (Mittelland)[2];
- ad est con le Prealpi di Appenzello e di San Gallo (nella stessa sezione alpina);
- a sud-est con le Alpi Glaronesi in senso stretto e separate dal corso del fiume Linth;
- a sud con le Alpi Urano-Glaronesi (nelle Alpi Glaronesi) e separate dal Pragelpass e dal Ruosalper Grätli;
- a sud-ovest con le Alpi Urane (nelle Alpi Bernesi) e separate dal fiume Reuss;
- ad ovest con le Prealpi di Lucerna e di Untervaldo (nella stessa sezione alpina) e separate dal Lago dei Quattro Cantoni.

## Suddivisione
Secondo la SOIUSA le Prealpi di Svitto e di Uri sono una sottosezione alpina con la seguente classificazione:
- Grande parte = Alpi Occidentali
- Grande settore = Alpi Nord-occidentali
- Sezione = Prealpi Svizzere
- Sottosezione = Prealpi di Svitto e di Uri
- Codice = I/B-14.IV

Si suddividono in tre supergruppi, otto gruppi e 10 sottogruppi:
- Prealpi Uranesi e della Moutatal (A)
  - Prealpi Uranesi (A.1)
    - Catena Schächentaler Windgällen (A.1.a)
    - Catena del Chaiserstock (A.1.b)

  - Prealpi della Moutatal (A.2)
    - Catena del Fronalpstock (A.2.a)
    - Catena Druesberg-First (A.2.b)
- Prealpi Svittesi e di Zugo (B)
  - Massiccio Furggelenstock-Myten-Hochstuckli-Morganten (B.3)
    - Catena Furggelenstock-Gschwändstock (B.3.a)
    - Myten (B.3.b)
    - Catena Hochstuckli-Nüsellstock (B.3.c)
    - Catena Morganten-Höhronen (B.3.d)

  - Massiccio del Rossberg (B.4)
  - Massiccio del Rigi (B.5)
- Prealpi di Wagital (C)
  - Gruppo Hoch Hund-Twäriberg (C.6)
    - Catena Hoch Hund-Flaschenspitz-Fluebric (C.6.a)
    - Catena Twäriberg-Biet (C.6.b)

  - Catena Aubrig-Etzel (C.7)
  - Gruppo del Mutteristock (C.8)

## Montagne

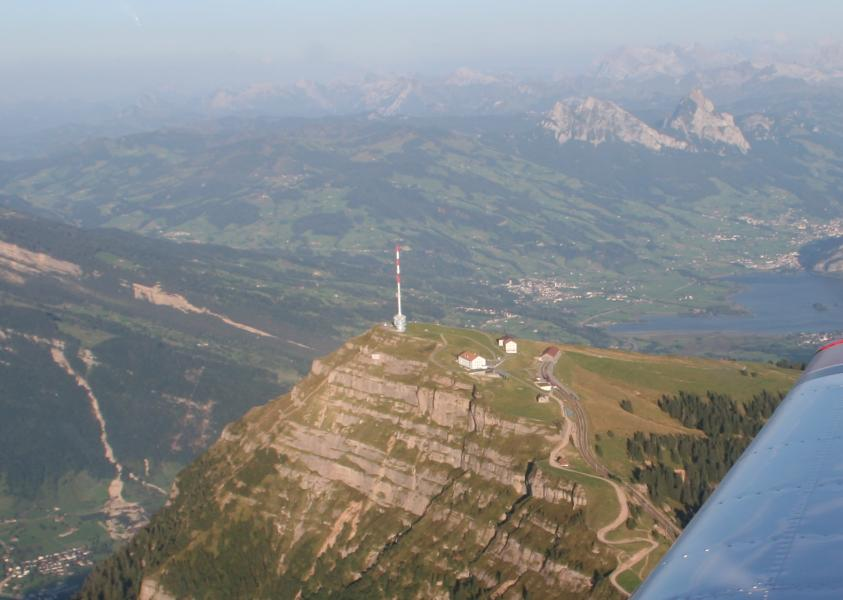
Vista aerea del Rigi.

- Schächentaler Windgällen - 2.764 m
- Chaiserstock - 2.515 m
- Mutteristock - 2.294 m
- Druesberg - 2.282 m
- Hoch Hund - 2.215 m
- Twäriberg - 2.117 m
- Flaschenspitz - 2.073 m
- Fronalpstock - 1.921 m
- Mythen - 1.898 m
- Rigi - 1.797 m
- Furggelenstock - 1.656 m
- Firstspitz - 1.624 m
- Rossberg - 1.567 m
- Hochstuckli - 1.566 m
- Nüsellstock - 1.479 m
- Morgarten - 1.245 m
- Höhronen - 1.229 m